# Osielsko
Osielsko è un comune rurale polacco del distretto di Bydgoszcz, nel voivodato della Cuiavia-Pomerania.
Ricopre una superficie di 102,89 km² e nel dicembre 2006 contava 9531 abitanti.